# Уманес-де-Мадрид
Уманес-де-Мадрид (ісп. Humanes de Madrid) — муніципалітет в Іспанії, у складі автономної спільноти Мадрид. Населення — 18 541 особа (2010).
Муніципалітет розташований на відстані близько 20 км на південний захід від Мадрида.
На території муніципалітету розташовані такі населені пункти: (дані про населення за 2010 рік)
- Уманес-де-Мадрид: 18530 осіб
- Авеніда-де-Гріньйон: 11 осіб

## Демографія
Динаміка населення (INE ):

## Галерея зображень

Розташування муніципалітету у автономній спільноті Мадрид